# Hetera

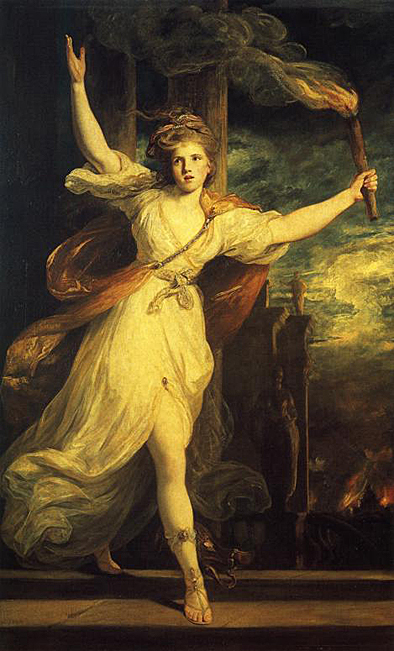
L'hetaira Taís d'Atenes

A l'antiga Grècia una hetera o hetaira (en grec ἑταίρα hetaíra, literalment ‘companya’) era una dona que oferia companyia intel·lectual i sexual a canvi de diners. A diferència de la resta de dones, tenien accés als espais més refinats i cultes de la societat.
Tradicionalment, els filòlegs dinstingien entre les heteres i les pornai, una altra mena de prostituta de l'antiga Grècia. Les pornai es corresponien a les prostitutes més convencionals i oferien un simple intercanvi entre sexe i diners; en canvi, les heteres eren més exclusives, i hom hi associava relacions de major duració, que en general tenien pocs clients i que, a més, oferien companyia i estimulació intel·lectual a més de sexe.
Amb tot, més recentment els historiadors han posat en qüestió la nitidesa d'aquesta distinció. En aquest sentit, sembla que sovint el terme hetera s'utilitzava com a eufemisme per qualsevol mena de prostituta. En qualsevol cas, per molt que la condició d'hetera no fos més la d'un tipus de prostituta, així i tot tenia associades qualitats com educació i intel·ligència.
A diferència de les altres dones, fossin de classe alta, baixa o esclaves, eren dones que gaudien d'una llibertat particular pel fet que eren les úniques que no eren excloses de determinades esferes socials, com ara banquets o simposis, llocs de debat literari i filosòfic, en els quals acompanyaven als homes de més nivell (polític, intel·lectual…) a canvi de diners, per tal de fer-los companyia i tenir-hi intercanvis tant sexuals com culturals.
Exemples d'heteres històricament famoses són:
- Aspàsia de Milet, hetera de Pèricles.
- Taís, hetera d'Alexandre el Gran i de Ptolemeu I d'Egipte.
- Frine, hetera de Praxíteles.
- Leòncia, hetera d'Epicur.